# Joseph Désanat
 (mai 2025).
La mise en forme du texte ne suit pas les recommandations de Wikipédia : il faut le « wikifier ».
Les points d'amélioration suivants sont les cas les plus fréquents. Le détail des points à revoir est peut-être précisé sur la page de discussion.
- Les titres sont pré-formatés par le logiciel. Ils ne sont ni en capitales, ni en gras.
- Le texte ne doit pas être écrit en capitales (les noms de famille non plus), ni en gras, ni en italique, ni en « petit »…
- Le gras n'est utilisé que pour surligner le titre de l'article dans l'introduction, une seule fois.
- L'italique est rarement utilisé : mots en langue étrangère, titres d'œuvres, noms de bateaux, etc.
- Les citations ne sont pas en italique mais en corps de texte normal. Elles sont entourées par des guillemets français : « et ».
- Les listes à puces sont à éviter, des paragraphes rédigés étant largement préférés. Les tableaux sont à réserver à la présentation de données structurées (résultats, etc.).
- Les appels de note de bas de page (petits chiffres en exposant, introduits par l'outil «  Source ») sont à placer entre la fin de phrase et le point final[comme ça].
- Les liens internes (vers d'autres articles de Wikipédia) sont à choisir avec parcimonie. Créez des liens vers des articles approfondissant le sujet. Les termes génériques sans rapport avec le sujet sont à éviter, ainsi que les répétitions de liens vers un même terme.
- Les liens externes sont à placer uniquement dans une section « Liens externes », à la fin de l'article. Ces liens sont à choisir avec parcimonie suivant les règles définies. Si un lien sert de source à l'article, son insertion dans le texte est à faire par les notes de bas de page.
- La présentation des références doit suivre les conventions bibliographiques. Il est recommandé d'utiliser les modèles {{Ouvrage}}, {{Chapitre}}, {{Article}}, {{Lien web}} et/ou {{Bibliographie}}. Le mode d'édition visuel peut mettre en forme automatiquement les références.
- Insérer une infobox (cadre d'informations à droite) n'est pas obligatoire pour parachever la mise en page.

Pour une aide détaillée, merci de consulter Aide:Wikification.
Si vous pensez que ces points ont été résolus, vous pouvez retirer ce bandeau et améliorer la mise en forme d'un autre article.

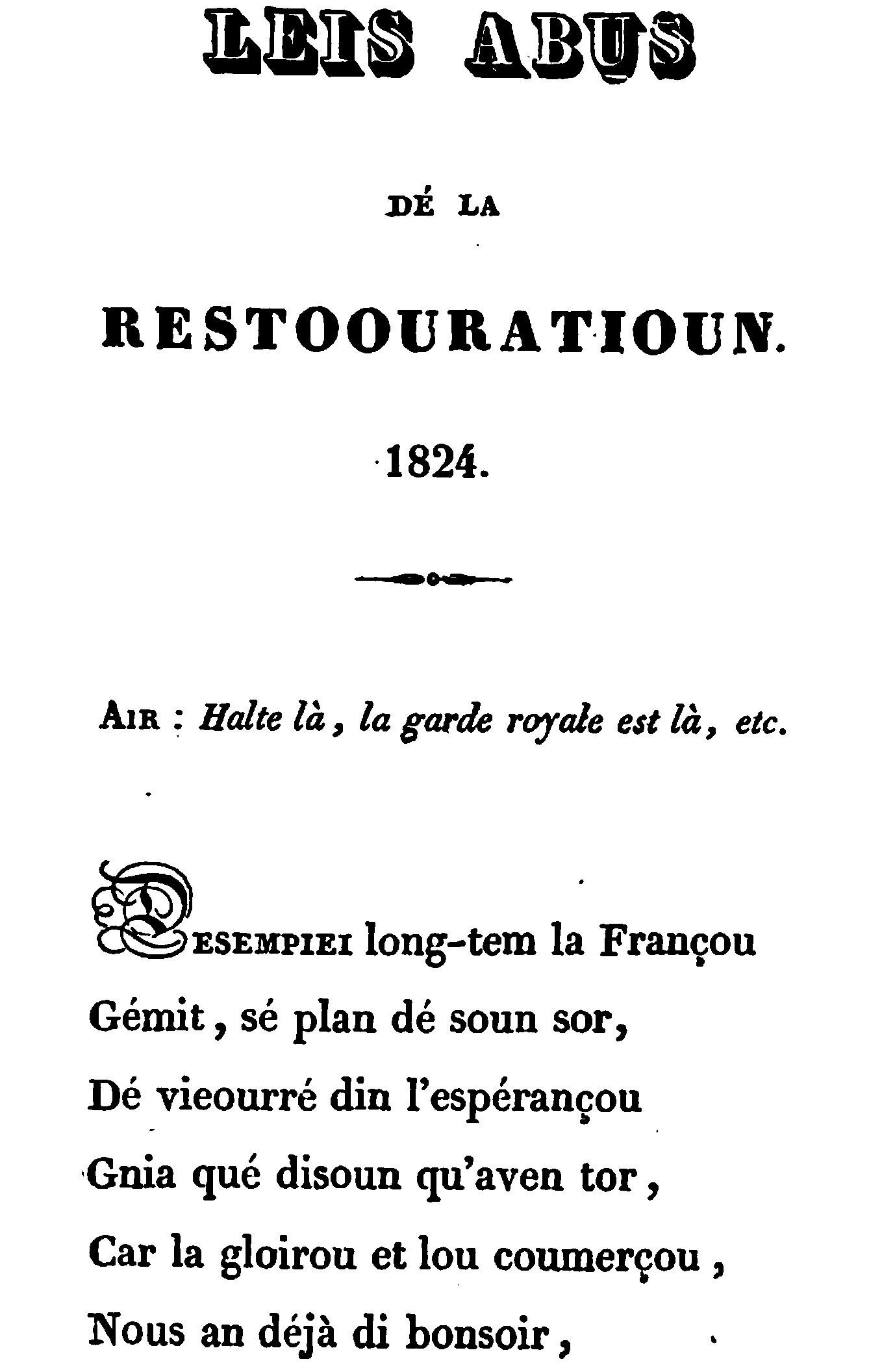
Première page du troubadour natiounaou (Lo trobador nacionau / Lou troubadour naciounau)

Joseph Désanat (en provençal : Jóusè Desanat selon la norme mistralienne ; Josèp Desanat selon la norme classique), né à Tarascon le 2 novembre 1796 où il est mort le 23 décembre 1873, est un écrivain provençal de langue d'oc.

## Artisan, poète et journaliste
Ayant dans sa vie professionnelle exercé un grand nombre de métiers artisanaux, il fonda et édita le journal provençal Lou Bouil-abaïsso et est ainsi un fondateur de la presse en langue d'oc ; à ce sujet, l'écrivain et critique occitan Robert Lafont souligne la particularité littéraire de Desanat d'avoir créé un périodique d'actualité en vers.
Il est cité plus de 600 fois dans Lou Tresor dóu Felibrige, le dictionnaire historique de référence de l'occitan de Frédéric Mistral[réf. à confirmer].

## Œuvres[2]
- Lou troubadour natiounaou, vo Lou Chantré tarascounen. Recueil dé pouésiou poulitiquou, bachiquou, pastouralou, etc. en vers prouvençaou. Marseille : Feissat et Demonchy, 1831.Edition sur Google Books
- Épitre councernan la festo di courtié dé Tarascoun . Marseille : 1837.
- Lou Canaou deis Alpinos. Marseille : Mossy, 1839. Edition sur gallica.bnf.fr
- Réfutatien dirigeado contro la Gazetto d'oou Miéjou; épitro dediado oou duc d'Orléans . Marseille : Senès, 1839.
- Mazagram, cantate. Marseille : 1840?.
- La guerro de proupagando, garo leis estrangiers! pouémo patriotique en treis chants et en vers prouvençaoux. Marseille : Carnaud, 1840.Edition sur Google Books
- Vengenço natiounalo, vo La destrutioun d'Abdel-Kader, chant guerrier en vers prouvençaous . Marseille : Camoin, 1840.Edition sur Google Books, Edition sur gallica.bnf.fr
- Napoleoun, vo Leis restos doou grand hommé, poésio prouvençalo. Marseille : Terrasson, 1840.Edition sur Google Books, Edition sur gallica.bnf.fr
- La guerro dé proupagando garo leis estrangiers! Pouémo patriotiquo en treis chants et en vers prouvençaoux. Marseille : Carnaud, 1840.
- La San Bartélémi deis courtiés marrouns. Marseille : Senès, 1840. Edition sus gallica.bnf.fr
- Lei douei gournaoux; ou, Martin et Louis a la fiero de San-Lazare . Marseille : Buret, 1844.
- Lou Camin de ferri de Marsio à Avignoun, pouemo à la vapour. Marseille : 1843.
- La Statuo de Puget, pouemo. Marseille : 1846.
- Coursos dé la Tarasquo et Jocs founda per lou Rey Réné . Arles : Garcin, 1846.Edition sur Google Book
- Lou Travai et la finiantiso. Sermoun doou cura Rufi, mesclo de reprouvèrbi, sentenços, maximos et mouralos, en vers prouvençaous. Avignon : 1847.
- Tarascoun. Grando revuo d'uno pichoto villo, satyro en tres paousos . Marseille : Jacquet, 1847.Edition sur gallica.bnf.fr
- L'émancipatioun : souvenenço d'un banquet démocratiqué et fraternel, à Tarascoun, lou 3 décembré 1848. Raymond, Beucaire, 1848. Edition sur gallica.bnf.fr
- Counfessioun d'uno vieio guso dé Tarascoun, surnoumado Ladur, histoiro véridiquo, moralo, plésento et satiriquo. Raimond : Beaucaire, 1849. Edition sur gallica.bnf.fr
- La sooucissounado de Tarascoun et d'Arlé : Pouèmo gastronomique eis Marsilhes. Marseille : 1851.
- A la mémoiro dé Pierre Bellot, élégio. Marseille : Olive, 1855. Edition sur gallica.bnf.fr
- L'Inoundatién dé Tarascoun, nué doou 31 maī 1856, rélatién compléto d'aquel afroux désastré, en vers prouvençaou. Marseille :1856.
- La San Bartélémi deis Courtiés marrouns. Marseille : Senès.
- Leis dobos pochos grassos. Marseille : Josèph Desanat.
- La Reservo Hotel Roubioun, pouêmo intimé legi per l'ootour. Marseille : Feissat et Demonchy, 1860. Edition sur gallica.bnf.fr